# Derweze
Derweze, turkmenisch das Tor (von persisch دروازه, DMG darwāze mit derselben Bedeutung), auch als Darvaza bekannt, ist ein  Dorf in Turkmenistan mit etwa 350 Einwohnern. Es befindet sich in der Mitte der Wüste Karakum, etwa 260 km nördlich von Aşgabat in einem erdgasreichen Gebiet und ist bekannt für den bei einer Exploration entstandenen brennenden Krater von Derweze.